# 共有制
共同所有制（英語：common ownership），简称共有制，是一种相对于私有制的经济制度。在这种制度下生产资料归劳动者共同所有，不排除群体内任何一个人。
共有制在原始社会便已出现（原始共產主義），实施的是财产共有制，因为当时的生产力不足以产生产品剩余。
乌托邦、空想社会主义和共产主义（科学社会主义）等学说均建立在共有制的基础之上。